# Warren (Idaho)
Warren ist eine Unincorporated Community im südlichen Idaho County in der Region North Central Idaho, die im Payette National Forest nahe der Frank Church–River of No Return Wilderness liegt.

## Geschichte
Warren entstand 1862 durch Goldsucher als eine der ältesten Siedlungen des Bundesstaates Idaho im Washington-Territorium. Die Bevölkerungszahl stieg rasch auf über 2.000, viele Chinesen lebten im Ort. Nach der Schließung der Minen sank die Bevölkerungszahl rasch, erlebte jedoch nochmal in den 1930er Jahren durch Baggerschiff-Bergbau einen Aufschwung. Ein geringer Bergbaubetrieb findet heutzutage noch statt.
Warren wurde 1989, 2000 und 2007 Opfer von Waldbränden. Dadurch gelangte der Ort zur Bedeutung bei den sogenannten Morcheljagden.

## Verkehr
Warren liegt abgelegen an einer Forststraße, der National Forest Development Road 340.